# Стара Обуховка
Стара Обу́ховка (рос. Старая Обуховка, ерз. Старая Обуховка) — присілок у складі Старошайговського району Мордовії, Росія. Входить до складу Конопатського сільського поселення.
Населення — 28 осіб (2010; 33 у 2002).
Національний склад (станом на 2002 рік):
- росіяни — 100 %